# Jan Keyzer
Jan Keyzer (Amsterdam, 16 september 1896 – Rotterdam, 28 april 1943) was een Nederlands muziekpedagoog en muziekcriticus.
Hij was zoon van politieagent Jan Keijzer en Guurtje Goezinne en werd geboren aan de Derde Hugo de Grootstraat 27. Hij werd begraven op de Algemene Begraafplaats Crooswijk.
Zijn ouders zagen een leven in de muziek niet zitten; hij ging werken op een effectenkantoor. Dat wekte weerzin op. De Amsterdamsche Maatschappij voor Jonge Mannen zorgde voor een muziekstudie aan het Rotterdams Conservatorium, waar hij zijn diploma onderwijs haalde in 1920. Hij studeerde ook piano bij Anton Verheij, docent in Rotterdam. Keyzer aanvaardde vlak daarna een functie als hoofdleraar methodiek en pedagogie aan het Rotterdams Conservatorium en hij moest voor die instelling ook onderzoek doen naar de muzikaliteit van de kandidaat-leerlingen. Hij verdiepte zich daartoe in moderne talen, wiskunde, wijsgeer en psychologie. Hij wilde een middelbare akte pedagogiek halen en mocht studeren bij hoogleraren als Rommert Casimir en Arthur Joseph De Sopper (Rijksuniversiteit Leiden). In 1933 verkreeg hij diploma-A; in 1936 diploma-B; dat laatste met een scriptie getiteld Onderzoek naar den muzikalen aanleg als grondslag der muzikale vorming.
Hij kreeg zijn studie maar niet af mede door een blijven vacature wijsbegeerte aan de Utrechts Universiteit. Wel mocht hij gaan studeren aan de literaire faculteit, maar de Tweede Wereldoorlog onderbrak een adequate studiemogelijkheid. Die oorlog met al haar bombardementen zorgde voor een stilstand in zijn leven die hij niet kon verwerken; hij maakt op 28 april 1943 een eind aan zijn leven.
Hij was ook werkzaam aan het Haags Conservatorium en hun afdeling de muziekschool in Delft. Hij schreef voorts artikelen voor de Delftsche Courant en NRC Handelsblad.
Van zijn hand verschenen Zijn onze kinderen muzikaal (1940) en Muziek als vorm van levensontplooiing (1951, postume uitgave). Op de plank bleven liggen geschriften als Toegepastye muziekpsychologie en Muziek als vorm van levensontplooiing (na zijn dood alsnog uitgegeven(, maar wel werd uitgegeven Bij den ingang der concertzaal met tips voor concertgangers zonder muziekopleiding. De beweging van de tijd was zijn laatste publicatie.